# Gabriele Reinschová
Gabriele Reinschová (* 23. září 1963, Chotěbuz, Braniborsko) je bývalá východoněmecká atletka, držitelka světového rekordu v hodu diskem.
S atletikou začínala ve čtrnácti letech jako výškařka a později se věnovala vrhu koulí. V roce 1981 získala na juniorském mistrovství Evropy v nizozemském Utrechtu stříbrnou medaili. Od roku 1982 se věnovala hodu diskem. První výrazný úspěch zaznamenala v roce 1987 na světové letní univerziádě v Záhřebu, kde brala stříbro.
9. července 1988 vytvořila v Neubrandenburgu výkonem 76,80 metru dosud platný světový rekord. Z prvního místa historických tabulek sesadila československou diskařku Zdeňku Šilhavou, která držela světový rekord výkonem 74,56 metru od 26. srpna 1984 . Na letních olympijských hrách v jihokorejském Soulu 1988 patřila k hlavním favoritkám. Ve finále však měřil její nejdelší pokus 67,26 metru, což stačilo na celkové sedmé místo. Olympijskou vítězkou se stala další východoněmecká diskařka Martina Hellmannová za výkon 72,30 m.
V roce 1989 získala druhou stříbrnou medaili na letní univerziádě v tehdy západoněmeckém Duisburgu. O rok později skončila na mistrovství Evropy ve Splitu na čtvrtém místě.

## Osobní rekordy
Venku
- Hod diskem – 76,80 cm (1988)  (Současný světový rekord)